# مقاومة الإيدز السليقية
المناعة ضد فيروس نقص المناعة المكتسب (HIV) هي مناعة طبيعية للإنسان ضد فيروس نقص المناعة المكتسب. هناك نسبة قليلة من الناس يعتقد بأن لديهم مناعة كاملة أو شبه كاملة ضد فيروس نقص المناعة المكتسب بسبب طفرات جينية في مستقبل CCR5. وتقدر نسبة الناس التي تمتلك هذا النوع من المناعة بما يقل عن 1٪.
في عام 1994، أصبح ستيفن كرون أول شخص أكتشف أن لديه مناعة كاملة ضد فيروس نقص المناعة المكتسب في جميع الاختبارات التي أجريت عليه. لقد أصبح الحجر الأساس الذي بنيت عليه العديد من العلاجات المضادة للفيروسات لمعالجة المرضى المصابين بفيروس نقص المناعة المكتسب.
في أوائل الألفين ميلادية، إكتشف الباحثون مجموعة صغيرة من العاهرات في نيروبي في كينيا اللاتي قدر ممارستهن للجنس مع 60 إلى 70 حامل لفيروس نقص المناعة المكتسب في السنة الواحدة دون إظهار أي علامة للمرض. اكتشف باحثون من وكالة الصحة العامة في كندا 15 بروتينا يتفرد بها العاهرات المحصنات ضد الفيروس. لاحقا اكتشف ان بعض من العاهرات اصبن ب فيروس نقص المناعة المكتسب مما قاد باحثة جامعة أوكسفورد سارا رونالد جونز للاعتقاد بان التعرض المستمر للفيروس هو متطلب للمحافظة على المناعة ضد الفيروس.

## CCR5
C-C chemokine receptor type 5 أيضا يعرف باسم CCR5  أو CD195, هو عبارة عن بروتين يقع على سطح خلايا الدم البيضاء والتي بدورها تشارك في الجهاز المناعي بمثابة مستقبلات للمنشطات الكيميائية. هذه هي الطريقة التي من خلالها تقوم الخلايا التائية بالانجذاب نحو نسيج محدد وعضو معين. هناك أشكال عديدة من فيروس نقص المناعة المكتسبة (وهو ما يسبب مرض فقدان المناعة المكتسبة)  تقوم باستخدام CCR5  كمدخل للخلايا المضيفة حتى تقوم بعدوتها. بعض الأفراد يحملون طفرة جينية تعرف ك  CCR5-Δ32 في الجين CCR5  وهذه الطفرة تقوم بحمايتهم من فيروس نقص المناعة المكتسبة.
في البشر، جين CCR5  والذي يحتوي على بروتين CCR5  يقع في ذراع ال(P) القصير في الموقع الواحد والعشرين من الكروموسوم الثالث. بعض المجتمعات قامة بوراثة  الطفرة الجينية المسببة للحذف الجيني لجزء من جين CCR5 . متماثل الجينات الحامل لهذه الطفرة الجينية يمتلك المناعة ضد سلالات نقص المناعة المكتسب الأول (HIV1) اللذي يصيب الخلايا الآكلة (M-tropic).